# Sergio Romano
Sergio Romano (Vicenza, 7 luglio 1929) è un diplomatico, storico, giornalista e politologo italiano.
È giornalista pubblicista dal 1950.

## Biografia
Nato a Vicenza, cresce tra Milano e Genova in una famiglia della borghesia imprenditoriale, è figlio di Romano Romano e di Egle Bazzolo. Terminato il liceo classico Cesare Beccaria di Milano, intraprende l'attività di giornalista praticante; nel 1952 si laurea in giurisprudenza all'Università Statale di Milano, mentre interrompe gli studi in scienze politiche all'Università degli Studi di Genova prima della laurea. Viaggia nelle capitali europee (Parigi, Londra, Vienna) da poco uscite dalla guerra e, dopo aver seguito un seminario di studi americani a Salisburgo, la Fondazione Harkness gli offre un borsa per studiare un anno all'Università di Chicago.
La frequentazione dell'Europa e dell'America lo indirizza verso la carriera diplomatica: entrato alla Farnesina nel 1954, dopo quattro anni trascorsi a Roma viene assegnato all'ambasciata d'Italia a Londra, dove rimane fino al 1964. Rientrato a Roma per far parte del gabinetto del ministro degli esteri Giuseppe Saragat, quando quest'ultimo viene eletto presidente della Repubblica lo segue al Quirinale, assegnato alla segreteria generale della presidenza della Repubblica.
Dal 1968 al 1977 è primo consigliere a Parigi ed in Francia pubblica per la prima volta nel 1977 Storia d'Italia dal Risorgimento ai nostri giorni, uscito in italiano l'anno successivo, poi ampliata in successive edizioni.
Dopo essere rientrato al Ministero degli esteri come direttore generale delle relazioni culturali, è nominato ambasciatore presso la NATO (1983-85). Conclude la sua carriera diplomatica come ambasciatore a Mosca (1985-89), nell'allora Unione Sovietica, sede che negli anni del governo di Bettino Craxi usciva dall'isolamento in cui era stata tenuta nei periodi precedenti, caratterizzati dall'assoluto atlantismo della diplomazia italiana. Di questa sua esperienza è possibile farsi un'idea attraverso le Memorie di un conservatore (2002), ritratto conciso della classe burocratica e diplomatica italiana (e non solo) nell'epoca della guerra fredda.
Dimessosi dalla carriera diplomatica agli inizi del 1989, in seguito a contrasti con il governo allora presieduto da Ciriaco De Mita, è divenuto commentatore per alcune testate italiane (La Stampa, Panorama, Limes, Il Mulino), e curatore di una collana storica per la casa editrice Corbaccio. Ha collaborato dal 1999 al Corriere della Sera, sul quale, dal 2 gennaio 2005 al 31 dicembre 2016, Romano tenne una rubrica di lettere coi lettori, incentrata su temi storici, politici e di attualità.
Ha altresì fatto il professore invitato all'Università della California ed ad Harvard, e ha insegnato all'Università degli Studi di Pavia, all'Università degli Studi di Sassari ed all'Università commerciale Luigi Bocconi di Milano. È stato inoltre presidente del Comitato generale premi della Fondazione Balzan ed è membro del Comitato Scientifico della rivista Geopolitica.
Nel 1993 ha vinto il Premio Nazionale Letterario Pisa nella sezione saggistica. Nel 2010 ha vinto il premio "È giornalismo".
Anche suo figlio Beda è giornalista.

## Opere
- Felo de se, Milano, All'insegna del pesce d'oro, 1969.
- Crispi. Progetto per una dittatura, Milano, Bompiani, 1973; 1986.
- Histoire de l'Italie du Risorgimento à nos jours, Paris, Éd. du Seuil, 1977.
- Storia d'Italia dal Risorgimento ai nostri giorni, Milano, A. Mondadori, 1978; Milano, Longanesi, 1998, ISBN 88-304-1513-8.
- La quarta sponda. La guerra di Libia, 1911-1912, Milano, Bompiani, 1977; Milano, Longanesi, 2005, ISBN 88-304-2169-3.
- Giuseppe Volpi. Industria e finanza tra Giolitti e Mussolini, Milano, Bompiani, 1979; Venezia, Marsilio, 1997, ISBN 978-88-317-6774-3.
- Collezionismo, Milano, Libri Scheiwiller, 1981.
- La Francia dal 1870 ai nostri giorni. Un saggio storico-politico, Milano, A. Mondadori, 1981.
- La lingua e il tempo, Milano, All'insegna del pesce d'oro, 1983.
- Giovanni Gentile. La filosofia al potere, Milano, Bompiani, 1984, 1990, ISBN 88-452-1529-6; Milano, Rizzoli, 2004, ISBN 88-17-00138-4.
- Addio alle armi, Milano, All'insegna del pesce d'oro, 1985, ISBN 88-444-1024-9.
- La Russia in bilico, Collana Contemporanea n.33, Bologna, Il Mulino, 1989, ISBN 88-15-02315-1.
- Giolitti. Lo stile del potere, Milano, Bompiani, 1989, ISBN 88-452-1383-8.
- Il declino dell'URSS come potenza mondiale e le sue conseguenze, Milano, Longanesi, 1990, ISBN 88-304-0976-6.
- Tempesta nel deserto, Vercelli, White Star, 1991.
- Disegno della storia d'Europa. Dal 1789 al 1989. Trionfo, morte e resurrezione degli Stati nazionali, Milano, Longanesi, 1991, ISBN 88-304-1042-X.
- I falsi protocolli. Il "complotto ebraico" dalla Russia di Nicola II a oggi, Milano, Corbaccio, 1992, ISBN 88-7972-018-X; Milano, TEA, 1995, ISBN 88-7819-880-3; Milano, Longanesi, 2011, ISBN 978-88-304-3099-0.
- L'Italia scappata di mano. Cause ed effetti della crisi nazionale nella lucida analisi di uno storico, Milano, Longanesi, 1993, ISBN 88-304-1170-1.
- Viaggi intorno alla Russia, Torino, La Stampa, 1993, ISBN 88-7783-063-8.
- Guida alla politica estera italiana. Dal crollo del fascismo al crollo del comunismo, Milano, Rizzoli, 1993, ISBN 88-17-84243-5; 2002, ISBN 88-17-87134-6.
- Finis Italiae. Declino e morte dell'ideologia risorgimentale. Perché gli italiani si disprezzano, Milano, All'insegna del pesce d'oro, 1994, ISBN 88-444-1283-7; 1995, ISBN 88-444-1313-2.
- Tra due Repubbliche. L'anno di Berlusconi e le prospettive dell'Italia, Milano, A. Mondadori, 1995, ISBN 88-04-39713-6.
- Lo scambio ineguale. Italia e Stati Uniti da Wilson a Clinton, Collana il nocciolo, Roma-Bari, Laterza, 1995, ISBN 88-420-4734-1.
- La storia sul comodino. Personaggi, viaggi, memorie, Milano, Greco & Greco, 1995, ISBN 88-7980-081-7.
- Cinquant'anni di storia mondiale. La pace e le guerre da Jalta ai giorni nostri, Milano, Longanesi, 1995, ISBN 88-304-1269-4.
- Le Italie parallele. Perché l'Italia non riesce a diventare un paese moderno, Milano, Longanesi, 1996, ISBN 88-304-1387-9.
- Passando a Nord-Ovest, con Aldo A. Mola, Foggia, Bastogi, 1996, ISBN 88-8185-022-2.
- Lettera a un amico ebreo, Milano, Longanesi, 1997, ISBN 88-304-1456-5; 2002, ISBN 88-304-2019-0.
- Confessioni di un revisionista. Uno sguardo sul secolo dopo la morte delle ideologie, Milano, Ponte alle Grazie, 1998, ISBN 88-7928-448-7.
- Attraverso il secolo. Promemoria per la fine del '900, Milano, Libri Scheiwiller, 1999, ISBN 88-7644-264-2.
- L'Italia negli anni della Guerra Fredda. Dal piano Marshall alla caduta del Muro, Milano, Ponte alle Grazie, 2000, ISBN 88-7928-522-X.
- Mussolini. Una biografia per immagini, Milano, Longanesi, 2000, ISBN 88-304-1667-3.
- I luoghi della storia, Milano, Rizzoli, 2000, ISBN 88-17-86419-6.
- I volti della storia. I protagonisti e le questioni aperte del nostro passato, Milano, Rizzoli, 2001, ISBN 88-17-86839-6.
- La pace perduta, Milano, Longanesi, 2001, ISBN 88-304-1817-X; ISBN 88-304-1973-7.
- Memorie di un conservatore, Milano, Longanesi, 2002, ISBN 88-304-1851-X.
- I confini della storia, Milano, Rizzoli, 2003, ISBN 88-17-87297-0.
- Il rischio americano, Milano, Longanesi, 2003, ISBN 88-304-2020-4.
- Europa. Storia di un'idea. Dall'Impero all'Unione, Milano, Longanesi, 2004. ISBN 88-304-2071-9; 2006, ISBN 88-304-2323-8.
- Libera Chiesa, libero Stato? Il Vaticano e l'Italia da Pio IX a Benedetto XVI, Milano, Longanesi, 2005, ISBN 88-304-2320-3.
- I giudizi della storia, Milano, Rizzoli, 2006, ISBN 88-17-01163-0.
- Con gli occhi dell'Islam. Mezzo secolo di storia in una prospettiva mediorientale, Milano, Longanesi, 2007, ISBN 978-88-304-2171-4.
- Saremo moderni? Diario di un anno, Milano, Longanesi, 2007, ISBN 978-88-304-2340-4.
- Il paese delle molte storie, Milano, Rizzoli, 2007, ISBN 978-88-17-01844-9.
- Storia di Francia. Dalla Comune a Sarkozy, Milano, Longanesi, 2009, ISBN 978-88-304-2170-7.
- Vademecum di storia dell'Italia unita, Milano, Rizzoli, 2009, ISBN 978-88-17-03744-0.
- Le altre facce della storia. Dietro le quinte dei grandi eventi, Milano, Rizzoli, 2010, ISBN 978-88-17-04536-0.
- Italia e Cina, la lunga marcia del riconoscimento, in Aspenia, ottobre 2010.
- L'Italia disunita, con Marc Lazar e Michele Canonica, Milano, Longanesi, 2011, ISBN 978-88-304-2744-0.
- La Francia in bilico. Conversazioni italo-francesi su un modello contestato, con Marc Lazar e Michele Canonica, Collana I grilli, Venezia, Marsilio, 2012, ISBN 978-88-317-1157-9
- La Chiesa contro. Dalla sessualità all'eutanasia, tutti i No all'Europa moderna, con Beda Romano, Milano, Longanesi, 2012, ISBN 978-88-304-3152-2.
- Morire di democrazia. Tra derive autoritarie e populismo, Collana Le spade, Milano, Longanesi, 2013, ISBN 978-88-304-2473-9.
- L'arte in guerra, Collana mini-saggi, Milano-Ginevra, Skira, 2014, ISBN 978-88-572-2191-5.
- Il declino dell'Impero americano, Collana Le spade, Milano, Longanesi, 2014, ISBN 978-88-304-3992-4.
- In lode della guerra fredda. Una controstoria, Collana Le spade, Milano, Longanesi, 2015, ISBN 978-88-304-4204-7.
- S. Romano-Beda Romano, Berlino Capitale. Storie e luoghi di una città europea, Bologna, Il Mulino, 2016, ISBN 978-88-15-26039-0.
- Putin e la ricostruzione della Grande Russia, Collana Le spade, Milano, Longanesi, 2016, ISBN 978-88-304-4514-7.
- Guerre, debiti e democrazia. Breve storia da Bismarck a oggi, Collana I Robinson, Roma-Bari, Laterza, 2017, ISBN 978-88-581-2646-2.
- Trump e la fine dell'American Dream, Collana Nuovo Cammeo, Milano, Longanesi, 2017, ISBN 978-88-304-4895-7.
- Atlante delle crisi mondiali, Collana Saggi italiani, Milano, Rizzoli, 2018, ISBN 978-88-170-9962-2.
- Il giorno in cui fallì la rivoluzione. Una controstoria della Russia rivoluzionaria dal 1917 al 1991, Milano, Solferino, 2018, ISBN 978-88-282-0059-8.
- L'epidemia sovranista. Origini, fondamenti e pericoli, Collana Nuovo Cammeo, Milano, Longanesi, 2019, ISBN 978-88-304-5290-9.
- Processo alla Russia. Un racconto, Collana Nuovo Cammeo, Milano, Longanesi, 2020, ISBN 978-88-304-5526-9.
- La fantasia della storia. Scritti 2012-2020, Collana Storia e libertà, Viareggio, La Vela, 2021, ISBN 978-88-996-6181-6.
- Sergio Romano-Beda Romano, Merkel. La Cancelliera e i suoi tempi, Collana Il Cammeo, Milano, Longanesi, 2021, ISBN 978-88-304-5738-6.
- Il suicidio dell'URSS, Prefazione di Luciano Canfora, Introduzione di Ezio Mauro, Collana Historos, Rivoli, Sandro Teti Editore, 2021, ISBN 978-88-314-9232-4.
- La Russia imperiale di Putin, Collana Presente/Passato, Gorizia, LEG Edizioni, 2022, ISBN 978-88-6102-906-4.
- La scommessa di Putin. Russia-Ucraina, i motivi di un conflitto nel cuore dell'Europa, Collana Nuovo Cammeo, Milano, Longanesi, 2022, ISBN 978-88-304-5990-8.
- La democrazia militarizzata. Quando la politica cede il passo alle armi, Collana Nuovo Cammeo, Milano, Longanesi, 2023, ISBN 978-88-304-5933-5.

### Conversazioni
- Anatomia del terrore. Colloquio con Guido Olimpio, Milano, Rizzoli, 2004, ISBN 88-17-00405-7.
- Stefano Iucci, Conversando con Sergio Romano. L'Europa tra Trump, Putin e Xi, Futura, 2019, ISBN 978-88-230-2174-7.

### Curatele
- Il manoscritto pervenuto misteriosamente da Sant'Elena, Milano, Bompiani, 1982; Collana Storie, Macerata, Quodlibet, 2021, ISBN 978-88-229-0735-6.
- Nicholas V. Riasanovsky, Storia della Russia dalle origini ai nostri giorni, Collezione La Storia, Milano, Bompiani, 1989.
- La politica estera italiana (1860-1985), curatela con Richard James Boon Bosworth,[13] Bologna, Il Mulino, 1991, ISBN 88-15-02979-6.
- L'impero riluttante. Gli Stati Uniti nella società internazionale dopo il 1989, Bologna, Il Mulino, 1992, ISBN 88-15-03416-1.
- Gli americani e l'Italia, Milano, Banco Ambrosiano Veneto-Libri Scheiwiller, 1993.
- Se la storia fosse andata diversamente. Saggi di storia virtuale, curatela e prefazione, Milano, Corbaccio, 1999.
- Indro Montanelli, I conti con me stesso. Diari 1957-1978, Collana Saggi italiani, Milano, Rizzoli, 2009, ISBN 978-88-170-2820-2.
- Indro Montanelli, Storia d'Italia, curatela e prefazioni ai 22 volumi, Milano, BUR, 2010-2012.

### Prefazioni
- Jean-Baptiste Duroselle, Storia dell'Europa: popoli e paesi, Milano, Bompiani, 1990.
- Anna Achmatova, Io sono la vostra voce..., Pordenone, Studio Tesi, 1990.
- Giuseppe Prezzolini, Manifesto dei conservatori, Milano, Mondadori, 1995.
- Panfilo Gentile, Democrazie mafiose e altri scritti: come i partiti hanno trasformato le moderne democrazie in regimi dominati da ristretti gruppi di potere, Firenze, Ponte alle Grazie, 1997.
- Protagonisti di fine secolo, vol. I, Milano, Il Foglio, 1997.
- Gli spagnoli e l'Italia, Banco Ambrosiano Veneto, 1997.
- Giovanni Negri, Africa addio? La speranza è a Città del Capo, Roma, Ideazione, 1997.
- Giuliano Bonfante-Edgardo Sogno, Due fronti. La guerra di Spagna nei ricordi personali di opposti combattenti di sessant'anni fa, Firenze, Liberal Libri, 1998.
- L'alleato scomodo. I rapporti tra Roma e Washington nel Mediterraneo: Sigonella e Gheddafi, Milano, Corbaccio, 1998.
- François Fejtő, Requiemo per un impero defunto, Milano, Mondadori, 1998.
- Stefano Cingolani, Guerre di mercato, Roma-Bari, Laterza, 2000.
- Giulio Mazzarino, Breviario dei politici, Alpignano, Tallone Editore, 2001.
- Nino Isaia, Dentro la storia. Alla ricerca di una patria, L'arciere, 2001.
- Giuseppe Prezzolini, America in pantofole, Firenze, Vallecchi, 2002.
- Iris Origo, Immagini e ombre, Milano, Longanesi, 2002.
- Indro Montanelli, Il Generale Della Rovere, Milano, RCS Quotidiani, 2002.
- Gianfranco De Turris, I non-conformisti degli anni Settanta. La cultura di destra di fronte alla «contestazione», Milano, Edizioni Ares, 2003.
- John Mearsheimer, La logica di potenza. L'America, le guerre il controllo del mondo, Milano, Università Bocconi, 2003.
- Aldo Valori, Il fascista che non amava il Regime, Roma, Editori Riuniti, 2003.
- Enrico Fardella, Mao Zedong, Milano, Mondadori, 2004.
- Ignazio Lorenzo Thjulen, Nuovo Vocabolario filosofico-democratico, Roma, Biblioteca di via Senato, 2004.
- Paolo Cacace, L'atomica europea. I progetti della guerra fredda, il ruolo dell'Italia, le domande del futuro, Roma, Laterza, 2004.
- Achille Albonetti, L'Italia, la politica estera e l'unità dell'Europa, Roma, Edizioni Lavoro, 2005.
- Indro Montanelli, Morire in piedi. Rivelazioni sulla Germania segreta 1938-1945, Milano, Rizzoli, 2006.
- Farian Sabahi, Un'estate a Teheran, Roma-Bari, Laterza, 2007.
- Manfredi Martelli, Mussolini e la Russia. Le relazioni italo-sovietiche dal 1922 al 1941, Milano, Mursia, 2007.
- Josefa Slànskà, Slànskij, 1952. Processo & impiccagione di un gerarca comunista, Milano, Edizioni Ares, 2010. [col titolo Morte a Slanskij, I ed. 1969]
- Iris Origo, Guerra in Val d'Orcia, Milano, Longanesi, 2010; Bagno a Ripoli, Passigli, 2021.
- Carlo Marsili, La Turchia bussa alla porta. Viaggio nel paese sospeso tra Europa e Asia, Milano, Università Bocconi Editore, 2011.
- Romolo Murri, Camillo di Cavour, Torino, Aragno, 2011.
- Benedetto Croce-Luigi Einaudi, Liberismo e Liberalismo, Milano, RCS Quotidiani, 2011.
- Anna Achmatova, Il prodigio delle cose, Milano, RCS Quotidiani, 2012.
- Renzo De Felice, Fascismo, Firenze, Le Lettere, 2012.
- Paolo Di Motoli, I mastini della terra. La destra israeliana dalle origini all'egemonia, Milano, L'ornitorinco, 2013.
- Giuseppe Recchi, Nuove energie. Le sfide per lo sviluppo dell'Occidente, Venezia, Marsilio, 2014.
- Che cos'è l'ISIS. L'ascesa del Califfato e la strategia per combatterlo, Milano, Corriere della Sera, 2015.
- Ludovico Incisa di Camerana, L'ultimo re. Umberto II di Savoia e l'Italia della Luogotenenza, Milano, Garzanti, 2016.
- Romano Romano, I ragazzi di Caporetto, Con una cronologia e due note su Caporetto cento anni dopo e la Commissione d'inchiesta istituita nel gennaio 1918, Nuova Argos, 2017, ISBN 978-88-8869-325-5.
- Carlo De Ferrariis Salzano, Dall'ambasciata allo stalag XII. Storia di una missione straordinaria, Roma, Aracne, 2017.
- Giacomo Leopardi, I vizi degli italiani, Milano, Garzanti, 2019.
- Iris Origo, Un brivido nell'aria. Vigilia di guerra 1939-1940, Bagno a Ripoli, Passigli, 2019.
- Antonio Carioti, Alba nera. Il fascismo alla conquista del potere, Milano, Solferino, 2020.
- Alexis de Tocqueville, Il carattere degli americani, Milano, Garzanti, 2020.